# قائمة الصحف في إسرائيل
الصحافة الإسرائيلية هي الجهاز الإعلامي لدولة إسرائيل ( الكيان الصهيونى كما يسميه العرب )، تهتم الصحافة الإسرائيلية بحرية الصحافة والتكنولوجيا ، لكن وعلى الرغم من ذلك نجد انتقادات واضحة للطريقة السلبية التي يتعامل بها الإعلام الإسرائيلي مع العنف غير المبرر تجاه الفلسطينيين العزّل، بالرغم من هذا نجد أن الإعلام الإسرائيلي يتمتع بدرجة عالية من الحرية والديموقراطية مقارنة بدول أخرى كثيرة.
فيما يلي تعريف بأهم الصحف الإسرائيلية.

## قائمة

### بالعبرية
- يديعوت أحرونوت (بالعبرية: ידיעות אחרונות أي آخر الآخبار ) الصحيفة الأكثر مبيعاً في إسرائيل (300,000 -600,000 نسخة). أراؤها السياسية تمتد بين اليسار واليمين. أصبحت تتبنى آراء سياسية أكثر توجهاً إلى اليمين بعد عام 2001. توزع الصحيفة باللغة العبرية والإنجليزية.
- هاآرتس أو هآرتز (بالعبرية: הארץ أي الأرض ) صحيفة يومية توزع صباحاً ذات آراء ليبرالية (متحررة) فيما يخص القضايا المحلية، الشؤون الدولية، البيئة و الاقتصاد، لكن آراءها معتدلة فيما يخص قضايا الأمن. لها تأثير كبير داخل إسرائيل تمثل حزب العمل (يمثل الوسط واليسار المحافظ) و حزب ميرتس (أقصى اليسار) (65,000 - 75,000 نسخة).
- معاريف (بالعبرية: מעריב وتعني الصلاة المسائية أو مباشر المساء ) هي ثاني الصحف انتشاراً في إسرائيل. صحيفة ليبرالية ومعتدلة توزع مساءً حوالي 160,000 - 270,000 نسخة.
- إسرائيل هيوم
- كالكاليست

### بالإنجليزية
- جيروزاليم بوست (بالعبرية: ג'רוזלם פוסט أي القدس ) وهي الصحيفة الأكثر تأثيراً باللغة الإنجليزية و آراؤها بين المعتدل و المحافظ.

### بالعربية
- الاتحاد
- الأخبار
- الصنارة
- كل العرب
- المدينة

## راجع أيضاً
- وسائل الإعلام الإسرائيلية
- ثقافة إسرائيل
- إعلام فلسطين

## وصلات خارجية
- خارطة الصحف الإسرائيلية.